# 金仕龍
金 仕龍（キム・サヨン、朝鮮語: 김사용、1916年10月28日 - 1991年6月3日）は、満洲国および大韓民国の検察官、政治家、弁護士。第11代韓国国会議員。

## 経歴
慶北大邱出身。中央大学法学科卒。高等文官試験司法科合格。新京地方検察庁検察官、京城地方法院甕津支庁長、大邱地方検察庁部長検事・次長検事、全州地方検察庁・大邱高等検察庁次長検事、春川地方検察庁・大田地方検察庁・大邱地方検察庁検事長、統一主体国民会議運営委員、国家保衛立法会議議員・政治関係法特別委員長、民主正義党創党発起人、韓日議員連盟法的地位特別委員長、弁護士を務めた。